# Human Wheels
Human Wheels è il dodicesimo album di John Mellencamp registrato nel 1993. Pubblicato dalla Mercury Records, ha raggiunto la settima posizione della classifica Billboard 200. Il singolo What If I Came Knocking è stato l'ultimo singolo a rimanere, per due settimane nell'estate del 1993, al primo posto nella classifica Hot Mainstream Rock Tracks.

## TV Italiana
La title track acquisì ancora più notorietà grazie alla Gialappa's Band che lo utilizzò come colonna sonora dei goal della Serie A trasmessi all'interno della trasmissione Mai dire Gol, in onda su Italia 1.

## Tracce
1. When Jesus Left Birmingham – 5:16
2. Junior – 4:08
3. Human Wheels (Mellencamp/Green) – 5:33
4. Beige to Beige – 3:52
5. Case 795 (The Family) – 5:15
6. Suzanne and the Jewels – 3:55
7. Sweet Evening Breeze – 4:51
8. What If I Came Knocking – 5:05
9. French Shoes – 3:41
10. To the River (Ian/John Vezner/Mellencamp) – 3:33
11. When Jesus Left Birmingham (2005 re-issue bonus track) - 3:58

## Musicisti
- John Mellencamp - voce, chitarra
- Kenny Aronoff - batteria, percussioni
- David Grissom - chitarre, mandolino, basso
- Lisa Germano - violino, mandolino, tin whistle, cetra, cori
- Pat Peterson - cori, fisarmonica, maracas
- Mike Wanchic - chitarre, dobro, dulcimer, cori
- Malcolm Burn - organo, chitarra, hormonica, sintetizzatore
- Giovanni Cascella - fisarmonica, organo, cori, fischio penny, melodica